# Huhdansuo - Kakkeriansuo
Huhdansuo - Kakkeriansuo este o arie protejată (arie specială de conservare — SAC, sit de importanță comunitară — SCI) din Finlanda întinsă pe o suprafață de 365 ha, integral pe uscat.

## Localizare
Centrul sitului Huhdansuo - Kakkeriansuo este situat la coordonatele 61°14′39″N 21°52′24″E / 61.2442°N 21.8733°E.

## Înființare
Situl Huhdansuo - Kakkeriansuo a fost declarat sit de importanță comunitară în august 1998 pentru a proteja un număr necunoscut de specii din flora spontană și fauna sălbatică aflate în arealul zonei. Situl a fost protejat și ca arie specială de conservare în aprilie 2015.

## Biodiversitate
Situată în ecoregiunea boreală, aria protejată conține 2 habitate naturale: Turbării active, Mlaștini împădurite.
La baza desemnării sitului se află un număr nedeclarat de specii protejate.